# Ingmar Bengtsson
Lars Ingmar Olof Bengtsson, född 2 mars 1920 i Stockholm, död där 3 december 1989, var en svensk professor i musikvetenskap, verksam vid Uppsala universitet.

## Liv och verk
Bengtsson studerade piano för Olof Wibergh vid Musikaliska akademien (1937–1940) och därefter privat för Gottfrid Boon, och debuterade år 1942. Parallellt började han studera vid universiteten i Stockholm och från 1941 musikvetenskap i Uppsala för Carl-Allan Moberg, och från 1947 vid universitetet i Basel  för Jacques Handschin parallellt med praktiska musikstudier vid Schola Cantorum Basiliensis – en viktig plats för svenska musiker med intresse för äldre musik. Bengtsson var verksam som musikkritiker i Svenska Dagbladet (1943–1959), som pianist och cembalist fram till 1955. Från 1947 var han lektor i musikvetenskap vid Uppsala universitet. 1955 lade han fram sin doktorsavhandling om Johan Helmich Romans instrumentalmusik varvid han blev docent. 1961 efterträdde han Moberg som professor, och valdes som ordförande i Svenska samfundet för musikforskning (1961–1986) och blev redaktör för Svensk tidskrift för musikforskning. Han var också en central gestalt i arbetet med att öka kunskapen om äldre svensk musik, särskilt genom sitt arbete i redaktion i serien Monumenta musicae svecicae och arbetet med Berwalds samlade verk.
Bengtssons studier av den svenska 1700-talsmusiken är viktiga och hans praktiska erfarenhet av äldre musik användes i utgivningen notutgåvor. Hans bearbetning av Darts The Interpretation of Music, gav viktiga impulser för den svenska tidiga-musik-rörelsen. Han hade ett vitt spektrum av intressen och breddade den svenska musikvetenskapen. Han införde naturvetenskapliga vinklingar av ämnet bl.a. genom att starta en kurs i musikakustik. Psykologin blev också viktig; Bengtsson startade ett mycket produktivt samarbete med psykologen Alf Gabrielsson, bland annat materialiserat i ett rytmforskningsprojekt. I boken Musikvetenskap från 1973 finns såväl stråk av fenomenologi och behaviorism för att bättre kunna förankra och bredda ämnet. Detta var ett mycket ambitiöst arbete som utifrån en bred bas diskuterade musikvetenskapen som ämne samt dess metodfrågor.
Bengtsson var också ledamot av 1947 års statliga musikutredning. Kommittén avlämnade sitt betänkande Musikliv i Sverige, SOU 1954:2, i september 1953. Betänkandet har stora likheter med motsvarande utredning under 1970-talet, där Bengtsson också medverkade som sakkunnig. I betänkandet från 1947 föreslås bl.a. inrättande av lärarutbildning i musik och annat ämne. Detta genomförs inte förrän under 1970-talet efter initiativ av dåvarande kommitté. 

## Priser och utmärkelser
- 1960 – Ledamot nr 690 av Kungliga Musikaliska Akademien
- 1974 – Medaljen för tonkonstens främjande
- 1983 – Tegnérpriset